# Euroborg
Euroborg er navnet på fodboldklubben FC Groningen's nye stadion med en kapacitet på 20.000 tilskuere. Det ligger i det sydøstlige Groningen, og på området er desuden et kasino, en biograf, en skole, et supermarked og et fitnesscenter udover selve stadionet. En jernbanestation vil åbne derude i slutningen af 2006. Stadionets sæder er alle i klubbens farver: grøn og hvid. 1000 sæder er reserverede til besøgende holds fans.
Selvom stadioen er helt nyt og en stor forbedring for FC Groningen, så overvejer klubben allerede at udvide stadionet med yderligere 4.000 sæder.
Udover det nuværende øgenavn (de groene hel, nederlandsk for det grønne helvede) så bliver det også kaldt de Groene Kathedraal, nederlandsk for den grønne katedral).